# Tube Lines
Tube Lines Ltd mit Sitz in London ist eine Tochtergesellschaft von Transport for London (TfL), die für Unterhalt, Ersatz und Erneuerung der technischen Infrastruktur auf drei Linien der London Underground zuständig ist. Darunter fallen Schienen, Züge, Signale, Versorgungsleitungen und Stationen.

## Hintergrund
Seit Januar 2003 war London Underground in Form einer Public Private Partnership (PPP) teilprivatisiert. Der Unterhalt der Infrastruktur sollte durch private Unternehmen durchgeführt werden, während das Netz und das Material weiterhin im Besitz von Transport for London blieb und von der auch betrieben wurde. Im Rahmen einer Ausschreibung hat Tube Lines, eine Tochter von Amey (Ferrovial), Bechtel und Jarvis (die aber 2005 ausstieg), einen Vertrag für eine Dauer von 30 Jahren für den Unterhalt der Jubilee Line, Northern Line und Piccadilly Line erhalten. Die anderen Linien wurden an Metronet vergeben.
Nachdem Metronet 2007 insolvent wurde und auch bei Tube Lines starke Kostensteigerungen auftraten, wurde beschlossen das PPP-Modell abzuwickeln. 2010 hat Transport for London daher die Anteile von Bechtel und Amey übernommen, und somit liegt wieder der gesamte Unterhalt wieder bei TfL.